# Rainer Sperl
Rainer Sperl (* 18. Oktober 1949 in Chemnitz, Sachsen) ist ein deutscher Bildhauer.

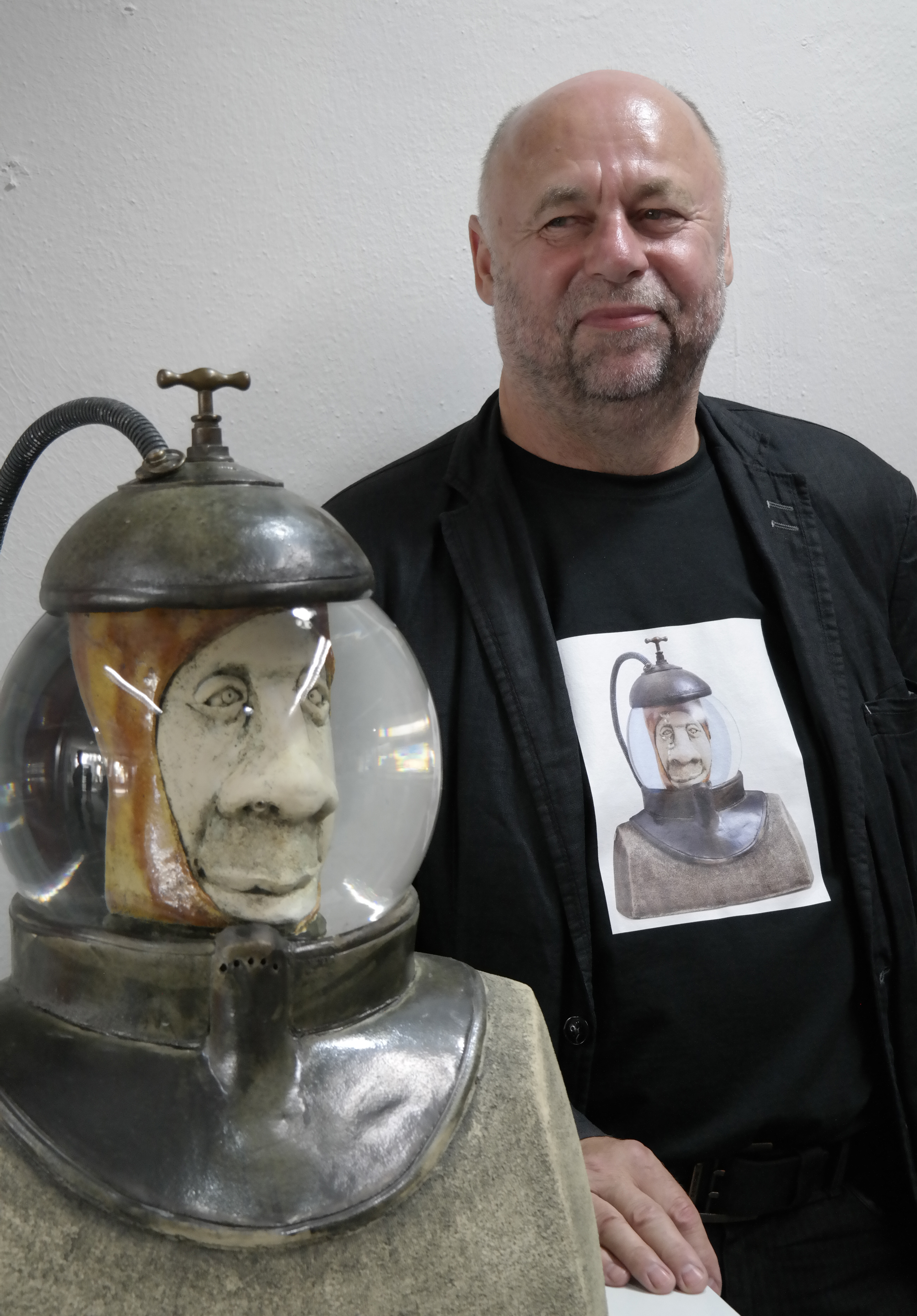
Rainer Sperl, 2015

## Leben
Nach einer Tischlerlehre in der Oberlausitz und Arbeit als Möbeltischler in Chemnitz erhielt er seine zeichnerische Ausbildung bei Harald Netzker in Chemnitz und auch erste Ausstellungsbeteiligungen. Ab 1973 absolvierte er ein Studium an der Fachschule für angewandte Kunst Heiligendamm. Bereits während des Studiums wandte er sich intensiv der plastischen Arbeit zu. Nach dem Abschluss 1976 arbeitete er als Filmarchitekt im DEFA-Studio für Spielfilme in Potsdam-Babelsberg.
1978 war er Mitbegründer des Potsdamer Kabaretts am Obelisk, verantwortlich für Ausstattung, Bühnenbild, Kostüm, Plakat und Programmheft.
1991 gründete er, gemeinsam mit seiner Frau Ursula, die Sperl Galerie in Potsdam, in der nationale und internationale zeitgenössische Künstlerpositionen vorgestellt werden.
Seit 1986 arbeitet er freiberuflich. Sein Arbeitsbereich sind Skulpturen, Objekte, Materialcollagen und Kunst am Bau.

## Werk

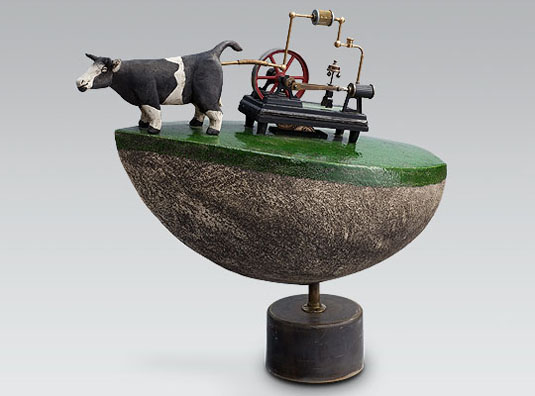
Gib Gas.

Seine künstlerische Arbeit hat sich zu einem unnachahmlichen Stil entwickelt. Seine Plastiken, eine Kombination von Werkstoffen und gebranntem Ton, sind in ihrem Arrangements und skurrilen Raffinesse einmalig.
Der Kulturjournalist Ralf Schleiff sagte in der Laudatio im Haus der Brandenburgisch-Preußischen Geschichte über Sperl: „Das Geheimnis der Wirkung der Arbeiten von Rainer Sperl ist der unprätentiöse und doch so zupackende Humor, der trotz seiner hintergründigen und nicht selten makabren Bosheit (die jedoch nie wirklich verletzend wirkt) auf hyperintellektuelle Spitzfindigkeiten verzichtet. Seine Plastiken sind trotz ihrer oft grotesken Art voller Menschenliebe. Nur wer die Menschen liebt, kann sich so unbefangen über sie lustig machen, ohne zu kränken. Das ist nur die eine Seite seines Erfolges. Sperl ist auch ein akribischer Handwerker, der in seiner Kunst keine Flüchtigkeiten oder Verarbeitungshalbheiten duldet. Sein Humor ist ein zäher menschlicher Widerstand gegen die Widrigkeiten unserer Verhältnisse, ein schmunzelnder Guerilla gegen die marodierende Unvernunft, ein geistvoller Partisan gegen hochmütige Kolonisatoren. Einen solchen humorigen Widerstand haben wir für unsere Selbstbehauptung bitter nötig.“

## Ausstellungen
Rainer Sperl präsentiert seine Arbeiten regelmäßig auf Personalausstellungen und nimmt an anderen Ausstellungen teil.
Arbeiten im öffentlichen Besitz:

Stadt Herzberg, Landeshauptstadt Potsdam, Rundfunk Berlin-Brandenburg, Mittelbrandenburgische Sparkasse, Hamburgische Landesbank Berlin, Bürgschaftsbank Brandenburg, Lotto GmbH Brandenburg, Märkische Verlags- und Druck-Gesellschaft mbH Potsdam, Martin-Luther-Krankenhaus Berlin.
Zahlreiche Werke befinden sich in privatem Besitz.